# Asterix a Obelix ve službách Jejího Veličenstva
Asterix a Obelix ve službách Jejího Veličenstva je čtvrté pokračování ze série hraných filmů na základě komiksů o Asterixovi Goscinnyho a Uderza.

## Děj
Julius Caesar přistál v Británii, kde jedna malá vesnička stále odolává římskému nátlaku, ale situace se stává kritickou, a proto musí Jaxitax (jeden z vesničanů) vyhledat pomoc u Asterixe.

## Obsazení
| Édouard Baer        | Asterix (český dabing : Petr Rychlý)                      |
| Gérard Depardieu    | Obelix (český dabing : Ota Jirák)                         |
| Fabrice Luchini     | Julius Caesar (český dabing : Vladislav Beneš)            |
| Catherine Deneuve   | královna Britů Kordélie (český dabing : Daniela Kolářová) |
| Valérie Lemercier   | miss Macintosh (český dabing : Zlata Adamovská)           |
| Guillaume Gallienne | Jaxitax (český dabing : Pavel Kříž)                       |
| Vincent Lacoste     | Zničehonix (český dabing : Ondřej Brzobohatý)             |
| Charlotte Le Bon    | Ophélia (český dabing : Klára Issová)                     |
| Jean Rochefort      | Moralis Skeptikus (český dabing : Dalimil Klapka)         |
| Atman Kelif         | Škrabopis (český dabing : Michal Holán)                   |
| Luca Zingaretti     | Genrál (český dabing : Lukáš Hlavica)                     |
| Gérard Jugnot       | Kapitán pirátů (český dabing : Jiří Hromada)              |
| Bouli Lanners       | Brkoslav (český dabing : Lukáš Vaculík)                   |

## Recenze
- Asterix a Obelix ve službách jejího veličenstva – 40% na Film CZ –